# Kodok
Ne pas confondre avec le village de Fachoda (Pachodo en langue Shilluk), la capitale spirituelle du peuple Shilluk. Les deux lieux sont séparés par une quinzaine de kilomètres.
Kodok (arabe : كودوك) est une petite ville africaine située dans le nord-est de la république du Soudan du Sud sur la rive occidentale du Nil Blanc. Peuplée en 2012 par 7 709 habitants, surtout des membres de l'ethnie Shilluk, elle est le chef-lieu d'un comté de l’État fédéré du Nil Supérieur. Durant les trois dernières décennies du XIXe siècle, le nom de Kodok était Fachoda (arabe : فشودة). Sous le gouvernement du khédive Ismaïl Pacha, l'Égypte occupe en 1867 pour la première fois le site de Kodok, installe une garnison et rebaptise l'endroit sous le nom de Fachoda. Pour faire oublier à la France le malheureux souvenir de la crise de Fachoda (1898-1899), le gouvernement colonial britannique abandonne en 1904 le toponyme de Fachoda et reprend celui de Kodok. Pachodo (ou Fachoda sous sa forme arabisée), la capitale des rois Shilluk n'est pas située à Kodok même, mais à une quinzaine de kilomètres en amont (9° 49′ 55″ N, 31° 58′ 43″ E).

## Situation
La ville de Kodok est située à une altitude de 390 mètres, à quelque 650 km au sud de Khartoum, sur la rive ouest du Nil Blanc. 

## Histoire

### XIXesiècle

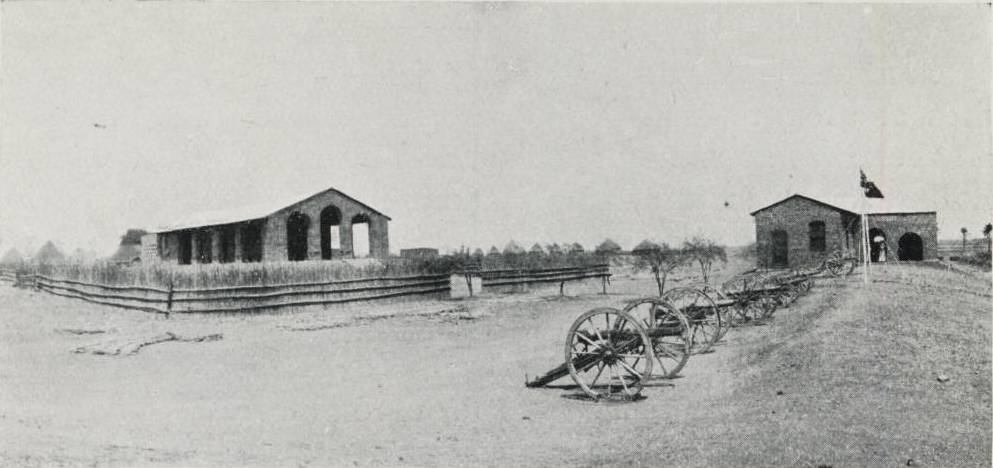
Résidence du gouverneur à Kodok. 1906

Lors de la conquête du Soudan par l'Égypte, les forces d'occupation fondent en 1867 sur le site de Kodok un petit fort destiné à abriter une modeste garnison. En 1884, la bourgade est abandonnée par les Égyptiens au profit des Mahdistes qui pillent et ravagent le site. Une quinzaine d'années plus tard, le 10 juillet 1898, les Français de la Mission Marchand arrivent sur les lieux et trouvent une cité à l'abandon. À la hâte et très modestement, les Français refortifient les lieux dans la crainte des Mahdistes. Ces derniers descendent le Nil Blanc, attaquent le réduit fortifié le 25 août 1898 mais sont défaits malgré leur supériorité numérique. La présence française au Soudan déclenche une crise diplomatique entre la France et le Royaume-Uni. Les Britanniques qui revendiquent eux  aussi cette zone africaine, envoient le gouverneur du Soudan anglo-égyptien Horatio Herbert Kitchener pour se confronter aux Français. En 1899, les deux nations européennes règlent toutefois la crise de Fachoda à l'amiable, la France renonçant à ses prétentions. Dans le cadre de l'Entente cordiale anglo-française, en 1905, les Britanniques rebaptisent Fachoda en Kodok pour effacer le mauvais souvenir de cette crise.

### Période contemporaine
En 1955, la population de Kodok a été estimée à 9 100 habitants. Durant la première guerre civile soudanaise en 1964, sous le gouvernement du Premier ministre soudanais Mohammed Ahmed Mahgoub, Kodok a été le théâtre d'un massacre perpétré par l'armée de Khartoum. Des massacres similaires ont également eut lieu en 1964 et 1965 dans d'autres villes du Soudan méridional.
Dans les années 1990, la bourgade de Kodok a subi une grave famine et a vu de nombreuses organisations caritatives se porter sur la région, notamment l'opération Lifeline Sudan. Dans les années 2004 et 2005, à la fin de la deuxième guerre civile soudanaise, de nombreux réfugiés sont retournés à Kodok, mais la situation sécuritaire en 2004 était encore très critique.
Les habitants de Kodok sont encore principalement impliqués dans l'agriculture de subsistance, la base de leur régime alimentaire étant la culture du millet et l'élevage du bétail. Depuis le milieu des années 1990, on a commencé à exporter la gomme arabique à des commerçants arabes venus du nord. De nombreux  conflits locaux ont cours dans la zone située entre Kodok et le sud de Malakal sur des questions de droits fonciers et de distribution de l'eau.

## Christianisation
En 1898, un groupe de missionnaires de la Church Mission Society (regroupement d'églises  protestantes) est autorisé par le gouvernement colonial britannique à s'installer à Kodok après avoir essuyé un refus d’implantation à Khartoum. L'évangélisation se fait dans le cadre d'un partage territorial, la zone située à l'ouest du Nil Blanc revenant aux catholiques tandis que la zone orientale jusqu'à la frontière éthiopienne est dévolue à l'Église Presbytérienne originaire des États-Unis. En 1900, les missionnaires protestants sont peu nombreux et rencontrent des différends territoriaux. En 1920, la Church Mision Society se plaint de l'expansion des catholiques dans sa zone d'évangélisation. En 1933, une mission catholique est créée à Kodok qui est depuis 1974 rattachée au diocèse de Malakal.

## Comté de Fachoda
Le comté de Fachoda est l'un des douze comtés de l'État fédéré du Nil Supérieur. Ce territoire à une superficie de 3 546 km2. Lors du recensement de 2008, sa population a été estimée à 36 518 habitants (densité: 10,29 hab/km²). Les Shilluk sont très majoritaires mais cohabitent avec des Dinka, des Nuer et des tribus arabes issues du Kordofan. Les activités économiques se limitent à l'agriculture traditionnelle, le pastoralisme, la pêche et l'exportation de gomme arabique. Le comté est subdivisé en quatre payams: Dethok, Kodok-Ville, Kodok et Lul.
|                       | Population          | Foyers              |                     |                     |                     |                     |                     |                     |                     |                     |                     |                     |
| Dethok                | 5512                | 1094                |                     |                     |                     |                     |                     |                     |                     |                     |                     |                     |
| Kodok                 | 9103                | 1566                |                     |                     |                     |                     |                     |                     |                     |                     |                     |                     |
| Kodok (ville)         | 6909                | 1154                |                     |                     |                     |                     |                     |                     |                     |                     |                     |                     |
| Lul                   | 14994               | 2333                |                     |                     |                     |                     |                     |                     |                     |                     |                     |                     |
| Total                 | 36518               |                     |                     |                     |                     |                     |                     |                     |                     |                     |                     |                     |
| Sources des données : | Recensement de 2008 | Recensement de 2008 | Recensement de 2008 | Recensement de 2008 | Recensement de 2008 | Recensement de 2008 | Recensement de 2008 | Recensement de 2008 | Recensement de 2008 | Recensement de 2008 | Recensement de 2008 | Recensement de 2008 |